# 克林頓 (伊利諾伊州)
克林頓（英語：Clinton）是一個位於美國伊利諾伊州德威特縣的城市。根據2010年美國人口普查，該地人口為7255人，而該地的面積約為9.34平方千米。同時該地也是德威特縣的縣治。

## 地理
克林頓的座標為40°09′08″N 88°57′33″W / 40.15222°N 88.95917°W，而該地的平均海拔高度為221米（即726英尺）。